# KEIRINグランプリ'90
KEIRINグランプリ'90（けいりんぐらんぷりきゅうじゅう）は1990年12月29日に立川競輪場で2年ぶりに開催されたKEIRINグランプリである。優勝賞金2520万円。

## 出場選手
| 車番 | 選手       | 出身県 |
| ---- | ---------- | ------ |
| 1    | 坂本勉     | 青森   |
| 2    | 滝澤正光   | 千葉   |
| 3    | 中野浩一   | 福岡   |
| 4    | 佐々木昭彦 | 佐賀   |
| 5    | 山口健治   | 東京   |
| 6    | 俵信之     | 北海道 |
| 7    | 井上茂徳   | 佐賀   |
| 8    | 三宅勝彦   | 岡山   |
| 9    | 鈴木誠     | 千葉   |

- 誘導員 - 恩田繁雄

## 競走内容
この年は発走時における選手間の駆け引きが激しく、1度目の発走では号砲が鳴ったあとも誰も発走機から離れようとせず（いわゆる「出渋り」）スタート不成立。中野が後に語ったところでは「坂本が先頭に立てばすんなり並びが決まったと思うが、皆坂本の後ろの有利な位置を狙っていたので、結果的に誰もスタートしなかった」という。2度目の発走では中野・井上の九州ラインの2人が先行するも、残る7人は牽制を続け、発走機からは離れたもののまたもスタート不成立となる。このときの心境について中野は「ファンの皆さんに対する責任もあるので、自分で前受してなんとかしなきゃと思った」と語っている。 
- なお、現在は「規定時間」（スタートから第一周回のホームストレッチラインまでのタイムで計測。400mバンクでは60秒以内）が設けられており、これを超えてしまうと賞金を半額に減額されるペナルティが課されることから、誰も発走せずスタート不成立となることはない。

3度目の発走でようやく正常にスタートが成立し、残り3周の時点では滝澤 - 鈴木 - 山口 - 三宅 - 中野 - 井上 - 俵 - 坂本 - 佐々木という並びとなった。残り2周半で中野が先頭誘導員に並びかけると、後続も一気に速度を上げ、残り2周のホームストレートで鈴木が捲り気味に先頭に立つ。さらにバックストレートで俵が鈴木を交わすとその後ろに井上が付けるなど、ラインが完全に崩れる格好になった。
残り1周半で打鐘となったところで坂本がペースを上げ、最終周のホームストレートで先頭に立つと、その後ろの番手には中野が入る。俵も2センターで先頭を伺うが中野がブロックして牽制し、最終的には坂本がそのまま逃げ切った。

## 競走結果
| 着順 | 選手       | 決まり手 |
| ---- | ---------- | -------- |
| 1    | 坂本勉     | 逃       |
| 2    | 中野浩一   | マーク   |
| 3    | 三宅勝彦   |          |
| 4    | 鈴木誠     |          |
| 5    | 滝澤正光   |          |
| 6    | 井上茂徳   |          |
| 7    | 山口健治   |          |
| 8    | 佐々木昭彦 |          |
| 9    | 俵信之     |          |

### 配当金額
| 枠単 | 1-3 | 1,330円 |

## エピソード
- 地上波中継したテレビ東京の影響で、この年のみ29日に開催されている。2023年の時点で、12月30日以外に開催されたKEIRINグランプリは、この年のみとなっている。

### 競走データ
- 大会5回目（前年のKEIRINグランプリ'89は開催中止）にして、初の「逃げ」の決まり手による優勝。

- 中野浩一が出場した最後のグランプリとなった。